# Vicious Pink
Vicious Pink was een Brits synthpop-duo uit Leeds, dat bestond van 1981 tot 1986.

## Bezetting
- Josephine Warden[5] (zang)
- Brian Moss[6] (keyboards)

## Geschiedenis
Met een pakkende sound en een voorliefde voor sterke provocatieve en seksueel getinte teksten was de muziek van de band eerder gericht op clubs dan als commerciële hits. Het duo, toen bekend als Vicious Pink Phenomenom, begon als achtergrondzangers bij Soft Cell.
Vicious Pink werd bekend door de vier dancesingles 8:15 to Nowhere, Cccan't You See en Fetish, geproduceerd door Tony Mansfield van New Musik en hun laatste single Take Me Now, geproduceerd door Gary Moberley.
Vicious Pink deed de achtergrondzang bij Soft Cell in The Warehouse in Leeds. De Amerikaanse eigenaar Mike Wiand van The Warehouse was hun manager. Wiand was ook een sleutelfiguur bij het succes van het dancenummer Let the Music Play (1980) van Shannon, die werd uitgebracht in het Verenigd Koninkrijk bij Warehouse Records. Vicious Pink speelde live in het Ritz in New York in december 1984.
Vicious Pink was in staat om kort een cultlevel van succes te bereiken zonder ooit binnen te dringen in de mainstream. Hoewel ze waren begonnen met het uitbrengen van muziek in 1982, verzuimden ze om veel aandacht te trekken tot het uitbrengen van de single Cccan't You See (#67) in het Verenigd Koninkrijk en de instrumentale B-kant 8:15 to Nowhere in 1984. Over de volgende twee jaren vielen beide kanten van deze single te beurt aan spelen in clubs aan beide zijden van de Atlantische Oceaan.
Het duo bracht de twee niet uitgebrachte demoalbums Blue en The Tape Gallery in 1983 en een gelijknamig album in 1986 uit, nadat ze de opnamen hadden afgebroken. Dit album was een verzameling van eerdere uitgebrachte singles.
Warden trouwde later met een Londense muziekadvocaat en Moss ging verder met zijn muziekcarrière. Hij is nu toetsenist bij de artiest Mirazma.

## Discografie

### Singles
- 1982: My Private Tokyo
- 1983: Je T'aime
- 1984: 8:15 to Nowhere
- 1984: Cccan't You See
- 1985: Fetish / Spooky
- 1985: Cccan't You See (Remix)
- 1986: Take Me Now

### Albums
- 1986: Vicious Pink